# فیل‌سانان
فیل‌سانان (Proboscidea) یا خرطوم‌داران راسته‌ای از پستانداران جفت‌دار هستند که شامل فیل‌های کنونی به همراه ماموت‌های منقرض‌شده می‌شود. همه اعضای این راسته دارای خرطومی هستند که با آن غذا یا آب را به سوی خود می‌کشند. خرطوم‌شان از بینی و لب فوقانی شکل گرفته و عاج در حقیقت دندان‌های پیشین طویل‌شده است.
خرطوم برای این جانوران همانند دست برای انسان عمل می‌کند. آن‌ها هم دارای تعدادی دندان برای آسیاب کردن و خوردن غذا هستند، و هم عاج‌هایی (دندان‌های پیشین دوم بالایی) دارند که با آن پوست درختان را می‌کنند، زمین را حفر می‌کنند، و به جنگ با یکدیگر می‌پردازند.